# Johann Sperl (Porzellanmaler)
Johann Sperl (* um 1718 in Schrattenhofen; † 25. Juni 1796 in Ludwigsburg), auch Johann Ulrich Sperl, war deutscher Blaumaler, Fayencemaler, Maler, Porzellankünstler, Porzellanmaler, Majolikamaler und Fayenceinspektor.

## Leben
Sperl wurde um 1718 in Schrattenhofen, heute Ortsteil von Harburg (Schwaben), geboren. Er wurde am 20. August 1736 in der Oettingen-Schrattenhofener Fabrik als Malerjunge eingestellt. Er folgte 1745 dem Fabrikleiter Johann Georg Conradi bei dessen Wechsel nach Memmingen in Oberschwaben und war dort bei den Künersberger Fayencen angestellt. Die letzten Inhaber der Fabrik in Oettingen-Schrattenhofener waren um 1749 der spätere Memminger Porzellanfabrikant Albrecht August Friedrich Köhler in Gemeinschaft mit Sperl. Er war auch in Göppingen aktiv. Unter anderem ist eine seiner Arbeiten im Schloss Slatina erhalten. Seit 1759 bekleidete Sperl die Stelle eines Oberblaumalers und ab 1763 bis zu seinem Tod die eines Fayenceinspektors in Ludwigsburg.